# 2004年夏季残疾人奥林匹克运动会白俄罗斯代表团
2004年夏季残疾人奥林匹克运动会白俄罗斯代表团是白俄罗斯派出的2004年夏季残疾人奥林匹克运动会代表团。获得10枚金牌、12枚银牌和7枚铜牌。